# کلیف ویلیامز
کلیف ویلیامز (انگلیسی: Cliff Williams؛ زادهٔ ۱۴ دسامبر ۱۹۴۹) یک موسیقی‌دان اهل انگلستان است. وی از سال ۱۹۶۶ میلادی تاکنون مشغول فعالیت بوده‌است.